# Comugni
Comugni is een plaats (frazione) in de Italiaanse gemeente Terranuova Bracciolini.